# Flakaholmsgrundet
Flakaholmsgrundet är en ö i Finland. Den ligger i Bottenviken och i kommunen Nykarleby i den ekonomiska regionen  Jakobstadsregionen i landskapet Österbotten, i den västra delen av landet. Ön ligger omkring 59 kilometer nordöst om Vasa och omkring 390 kilometer norr om Helsingfors.
Öns area är 1,8 hektar och dess största längd är 210 meter i sydöst-nordvästlig riktning. I omgivningarna runt Flakaholmsgrundet växer i huvudsak blandskog.